# Sparta Stadion Het Kasteel
L'Sparta Stadion, sobrenomenat Het Kasteel és un estadi de futbol a Rotterdam, Països Baixos. És la seu de l'Sparta Rotterdam. Té una capacitat d'11.026 espectadors.

## Història i construcció
L'estadi està situat al barri de Spangen, on va ser construït l'any 1916 com a Stadion Spangen d'acord amb un plànol dels arquitectes JH de Roos i WF Overeynder. El nom "Het Kasteel" (El Castell) deriva del petit edifici amb dues petites torres enganxat a la tribuna orientada al sud (Kasteel Stand) de l'estadi, que recorda un castell. Aquest edifici és l'única resta autèntica del disseny original. Va ser construït l'any 1916. L'edifici del castell, que actualment es troba al llarg de la pista, se situava originàriament darrere d'una de les porteries.
Un famós incident va tenir lloc a Het Kasteel el novembre de 1970, quan el porter del Feyenoord Eddy Treijtel va llançar un xut de porteria i va tocar una gavina que passava per l'aire. L'ocell s'ha exposat al museu de l'estadi De Kuip de Feyenoord i no al museu d'Esparta, per a molèstia d'alguns destacats partidaris de l'Esparta.

### Jocs Olímpics de 1928
Per als Jocs Olímpics d'estiu de 1928 a la veïna Amsterdam, el lloc va acollir dos partits de futbol. La primera va ser el 5 de juny, quan la nació amfitriona Holanda va derrotar Bèlgica per 3-1, mentre que la segona va ser tres dies després, quan l'equip holandès va empatar amb Xile per 2-2.
Al llarg dels anys, les grades de "Stadion Sparta" van ser sovint renovades i ampliades, però la renovació més radical va tenir lloc el 1998 i el 1999: l'estadi va ser totalment reconstruït segons un pla dels arquitectes Zwarts & Jansma. Durant la renovació, el terreny de joc es va girar 90 graus. Paral·lelament, va passar a anomenar-se ENECO-stadion, pel seu patrocinador principal. Aviat aquest nom va ser substituït per l'actual Het Kasteel ("El castell"), que ja havia estat el sobrenom popular de l'estadi des que es va construir.
El castell va ser comprat el novembre de 2004 per l'empresari Hans van Heelsbergen, el gerent de l'empresa tèxtil Hans Textiel i també el president d'Sparta Rotterdam. Van Heelsbergen va obrir en aquest edifici un museu d'Esparta (i una botiga de Hans Textiel).

### Graderia Tonny van Ede
La graderia de Tonny van Ede es troba al costat nord del terreny de joc, enfront de la graderia de Kasteel. En aquesta zona hi ha les entrades més cares de l'estadi. Alberga els vestidors així com les llotges corporatives, la taquilla i la sala de juntes. El túnel dels jugadors va des del centre d'aquesta grada fins al terreny de joc entre els dos dugouts. L'estand va rebre el nom d'un dels jugadors més famosos de l'Sparta, Tonny van Ede, el 2010.

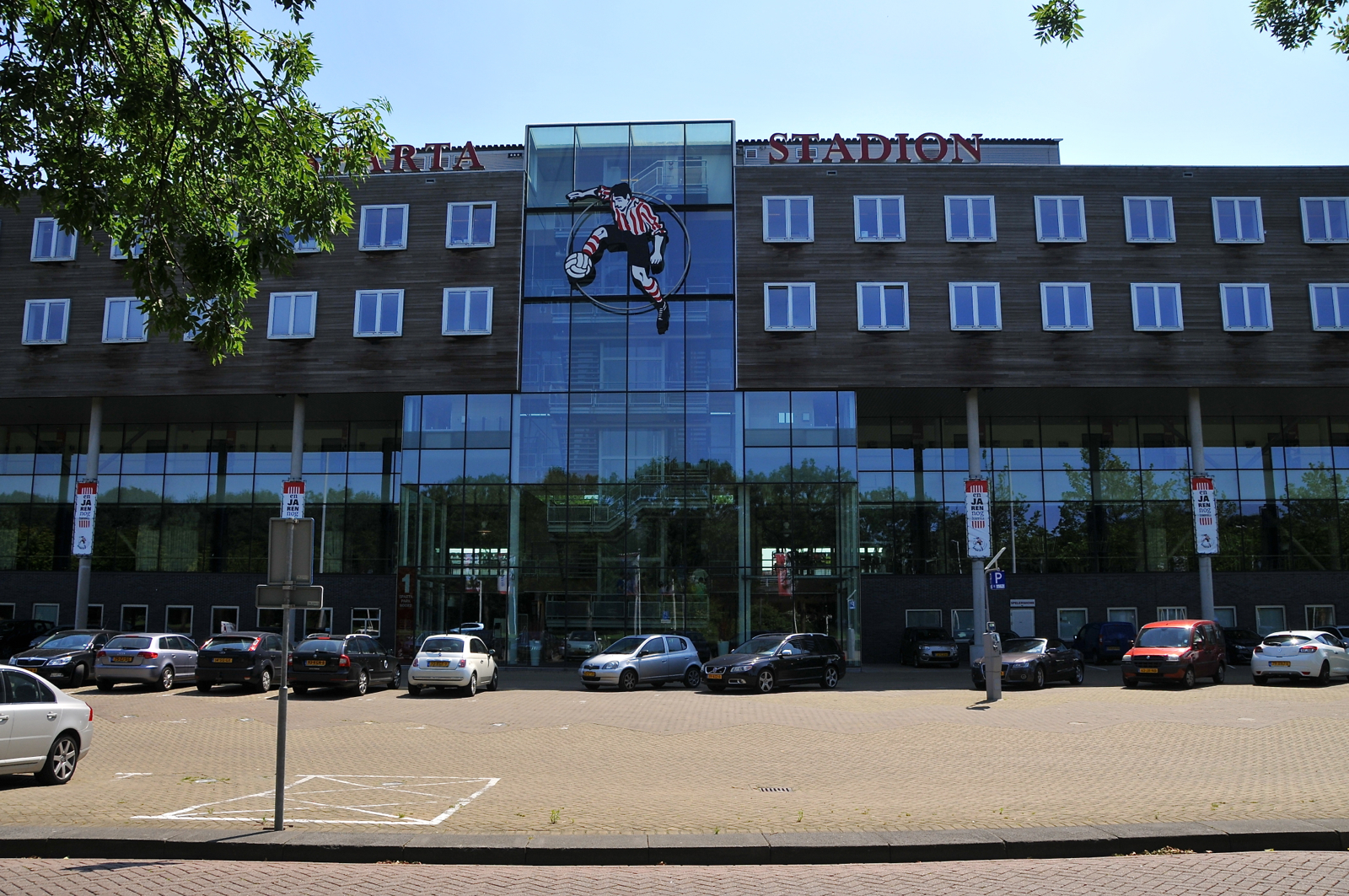
Entrada principal a la graderia de Tonny van Ede.

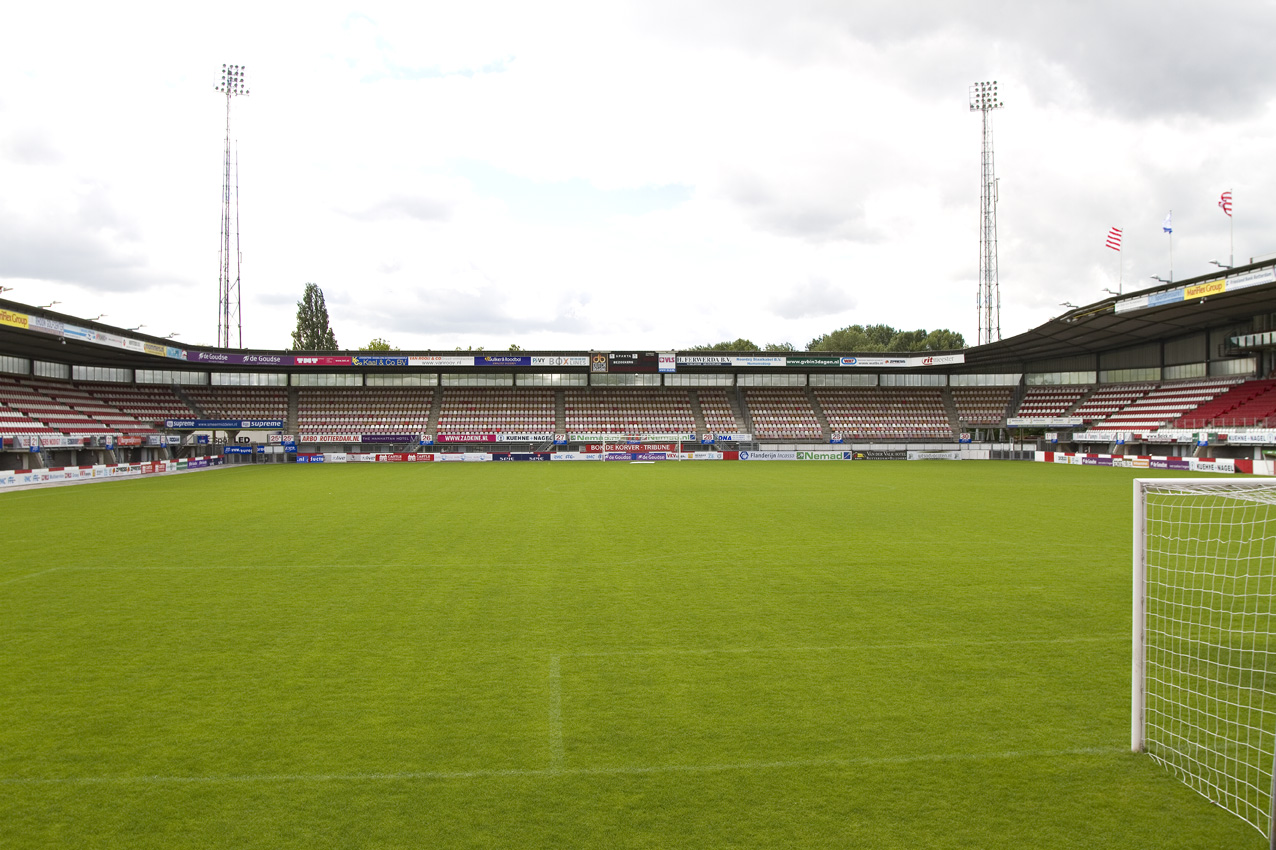
L'interior de l'estadi.

### Graderia de Denis Neville
Les entrades de preu més baix per als aficionats locals són a la graderia de Denis Neville. Es troba a l'extrem est del terreny darrere d'un dels gols. Acull els seguidors més vocals del club i sol ser la primera grada que exhaureix les entrades. La grada va rebre el nom d'un dels entrenadors més reeixits de l'Sparta, Denis Neville.

### Graderia de Bok de Korver
Davant de la grada de Denis Neville, la graderia de Bok de Korver està assignada com a grada familiar, però també acull els aficionats visitants. Antigament conegut com el West Stand, va rebre el nom de la llegenda de l'Sparta Bok de Korver.

### Graderia de Kasteel
Adjunt a l'edifici històric de Kasteel, la graderia de Kasteel es troba a l'extrem sud del terreny i la botiga del club hi té la seu, així com el Museu de l'Sparta.